# 1731 na literatura

## Nascimentos
| Data           | Nome           | Profissão                                     | Nacionalidade | Observações | Ref |
| -------------- | -------------- | --------------------------------------------- | ------------- | ----------- | --- |
| 26 de Novembro | William Cowper | poeta                                         | Inglaterra    | m. 1800     |     |
| 12 de Dezembro | Erasmus Darwin | médico, poeta e escritor de obras científicas | Inglaterra    | m. 1802     |     |

## Mortes
| Data        | Nome         | Profissão             | Nacionalidade | Observações | Ref |
| ----------- | ------------ | --------------------- | ------------- | ----------- | --- |
| 26 de Abril | Daniel Defoe | escritor e jornalista | Inglaterra    | n. 1660     |     |